# Deviza

Ilustrační obrázek cizích měn – deviza vzniká při určitých operacích napříč nimi

Deviza (starším pravopisem devisa) je termín z oblasti finančnictví. Je to platební dokument, bezhotovostní forma pohledávky na cizí měnu. Mezi devizy patří například šek, směnka, cenný papír k umoření, splatný kupón akcie nebo dluhopis. Hlavní formou deviz jsou vklady tuzemských bank u zahraničních bank v cizí měně. Hotovostním protějškem devizy je valuta, představující hotové peníze v zahraniční měně.
Slovo je odvozeno ze starofrancouzského devise nebo divise, což znamenalo „heslo“ na erbu panovníka nebo šlechtice. Je to odvozenina z latinského dividere, „rozdělit, oddělit“.